# Часовня Илии Пророка (Родня)
Часовня Илии Пророка — деревянная православная часовня в селе Родня Старицкого района Тверской области. Часовня расположена на правом берегу реки Волга.

## История
Часовня построена в 1868 году крестьянином Артемием Жуковым в память неудавшихся покушений на императора Александр II: 4 апреля 1866 года и 25 мая 1867 года по старому стилю. Часовня располагается в северной части села на высоком берегу реки Волга, в пятистах метров от часовни располагается каменная церковь Успения Пресвятой Богородицы.
В советское время по религиозному назначению не использовалась.
C 1999 года объект имеет статус объекта культурного наследия Тверской области в категории выявленного объекта.

## Архитектура
Часовня представляет собой невысокий восьмерик на белокаменном фундаменте с небольшой шатровой главкой на восьмигранном барабане. Возможно восьмерик принадлежал бывшей деревянной Ильинской церкви.